# Shawne Merriman
Pour les articles homonymes, voir Merriman.
(en) Statistiques sur pro-football-reference
Shawne DeAndre Merriman, né le 25 mai 1984 à Washington, est un joueur américain de football américain qui évoluait au poste de defensive end ou de linebacker. En 2006, Merriman a été suspendu pour quatre matchs après avoir été testé positif aux stéroïdes.

## Biographie

### Carrière universitaire
Il effectua sa carrière universitaire avec les Maryland Terrapins.

### Carrière professionnelle
Il fut choisi au 1er tour de draft (12e choix) par les Chargers de San Diego en 2005.
Shawne Merriman a indiqué qu’il avait eu des discussions avec Vince McMahon, disant qu’il réfléchissait à un avenir dans le catch.[réf. nécessaire]
En novembre 2010, il est libéré par les Chargers, puis est engagé par les Bills de Buffalo.

### Vie privée
Shawne a fait couler beaucoup d'encre en septembre 2009, quand la star de télé-réalité et ex-petite amie Tila Tequila a porté des accusations de séquestration et d'étranglement contre lui. Ces accusations furent ensuite rejetées.

## Palmarès
- Pro Bowl : 2005
- 2005 : Meilleur défenseur rookie de l’année en NFL